# Grand Prix Argentyny 1955
Grand Prix Argentyny 1955 (oryg. Gran Premio de la Republica Argentina) – 1. runda Mistrzostw Świata Formuły 1 w sezonie 1955, która odbyła się 16 stycznia 1955 po raz 3. na torze Autódromo 17 de Octubre.
3. Grand Prix Argentyny, 3. zaliczane do Mistrzostw Świata Formuły 1.

## Wyniki

### Kwalifikacje
Źródło: statsf1.com
| P  | Nr | Kierowca              | Konstruktor(-silnik) | Opony | Czas   | Odstęp | Strata |
| -- | -- | --------------------- | -------------------- | ----- | ------ | ------ | ------ |
| 1  | 12 | José Froilán González | Ferrari              | E     | 1:43,1 | –      | –      |
| 2  | 32 | Alberto Ascari        | Lancia               | P     | 1:43,6 | +0,5   | +0,5   |
| 3  | 2  | Juan Manuel Fangio    | Mercedes             | C     | 1:43,7 | +0,1   | +0,6   |
| 4  | 16 | Jean Behra            | Maserati             | P     | 1:43,8 | +0,1   | +0,7   |
| 5  | 10 | Giuseppe Farina       | Ferrari              | E     | 1:43,9 | +0,1   | +0,8   |
| 6  | 4  | Karl Kling            | Mercedes             | C     | 1:44,1 | +0,2   | +1,0   |
| 7  | 28 | Harry Schell          | Maserati             | P     | 1:44,3 | +0,2   | +1,2   |
| 8  | 6  | Stirling Moss         | Mercedes             | C     | 1:44,6 | +0,3   | +1,5   |
| 9  | 40 | Pablo Birger          | Gordini              | E     | 1:44,8 | +0,2   | +1,7   |
| 10 | 8  | Hans Herrmann         | Mercedes             | C     | 1:44,9 | +0,1   | +1,8   |
| 11 | 34 | Luigi Villoresi       | Lancia               | P     | 1:45,2 | +0,3   | +2,1   |
| 12 | 36 | Eugenio Castellotti   | Lancia               | P     | 1:45,3 | +0,1   | +2,2   |
| 13 | 24 | Carlos Menditeguy     | Maserati             | P     | 1:45,4 | +0,1   | +2,3   |
| 14 | 14 | Maurice Trintignant   | Ferrari              | E     | 1:45,8 | +0,4   | +2,7   |
| 15 | 38 | Élie Bayol            | Gordini              | E     | 1:46,1 | +0,3   | +3,0   |
| 16 | 18 | Roberto Mieres        | Maserati             | P     | 1:46,2 | +0,1   | +3,1   |
| 17 | 42 | Jesús Iglesias        | Gordini              | E     | 1:46,3 | +0,1   | +3,2   |
| 18 | 22 | Luigi Musso           | Maserati             | P     | 1:46,4 | +0,1   | +3,3   |
| 19 | 20 | Sergio Mantovani      | Maserati             | P     | 1:46,4 | +0,0   | +3,3   |
| 20 | 26 | Clemar Bucci          | Maserati             | P     | 1:47,6 | +1,2   | +4,5   |
| 21 | 30 | Alberto Uria          | Maserati             | P     | 1:52,3 | +4,7   | +9,2   |
| P  | Nr | Kierowca              | Konstruktor(-silnik) | Opony | Czas   | Odstęp | Strata |

### Wyścig
Źródła: statsf1.com
| P                 | + / – | Nr | Kierowca                                                  | Konstruktor | Opony | Okr.     | Czas / Strata | Komentarz        |
| ----------------- | ----- | -- | --------------------------------------------------------- | ----------- | ----- | -------- | ------------- | ---------------- |
| 1                 | 2     | 2  | Juan Manuel Fangio                                        | Mercedes    | C     | 96       | 3:00:38,6     |                  |
| 2                 | 1     | 12 | José Froilán González Giuseppe Farina Maurice Trintignant | Ferrari     | E     | 60 20 16 | +1:29,6       |                  |
| 3                 | 2     | 10 | Giuseppe Farina Umberto Maglioli Maurice Trintignant      | Ferrari     | E     | 50 22    | +2 okr.       |                  |
| 4                 | 6     | 8  | Hans Herrmann Karl Kling Stirling Moss                    | Mercedes    | C     | 30 34    | +2 okr.       |                  |
| 5                 | 11    | 18 | Roberto Mieres                                            | Maserati    | P     | 91       | +5 okr.       |                  |
| 6                 | 1     | 28 | Harry Schell Jean Behra                                   | Maserati    | P     | 50 38    | +8 okr.       |                  |
| 7                 | 11    | 22 | Luigi Musso Sergio Mantovani Harry Schell                 | Maserati    | P     | 50 20 13 | +13 okr.      |                  |
| Niesklasyfikowani |       |    |                                                           |             |       |          |               |                  |
|                   |       | 26 | Clemar Bucci Harry Schell Carlos Menditeguy               | Maserati    | P     | 30 14 10 | +42 okr.      | ciśnienie paliwa |
|                   |       | 20 | Sergio Mantovani Luigi Musso Jean Behra                   | Maserati    | P     | 30 10 14 | +42 okr.      | silnik           |
|                   |       | 42 | Jesús Iglesias                                            | Gordini     | E     | 38       | +58 okr.      | przekładnia      |
|                   |       | 14 | Maurice Trintignant                                       | Ferrari     | E     | 36       | +60 okr.      | silnik           |
|                   |       | 36 | Eugenio Castellotti Luigi Villoresi                       | Lancia      | P     | 20 15    | +61 okr.      | wypadek          |
|                   |       | 6  | Stirling Moss                                             | Mercedes    | C     | 29       | +67 okr.      | ciśnienie paliwa |
|                   |       | 30 | Alberto Uria                                              | Maserati    | P     | 22       | +74 okr.      | ciśnienie paliwa |
|                   |       | 32 | Alberto Ascari                                            | Lancia      | P     | 21       | +75 okr.      | wypadek          |
|                   |       | 38 | Élie Bayol                                                | Gordini     | E     | 7        | +89 okr.      | przekładnia      |
|                   |       | 34 | Luigi Villoresi                                           | Lancia      | P     | 2        | +94 okr.      | wyciek paliwa    |
|                   |       | 16 | Jean Behra                                                | Maserati    | P     | 2        | +94 okr.      | wypadek          |
|                   |       | 4  | Karl Kling                                                | Mercedes    | C     | 2        | +94 okr.      | wypadek          |
|                   |       | 40 | Pablo Birger                                              | Gordini     | E     | 1        | +95 okr.      | wypadek          |
|                   |       | 24 | Carlos Menditeguy                                         | Maserati    | P     | 1        | +95 okr.      | wypadek          |
| P                 | + / – | Nr | Kierowca                                                  | Konstruktor | Opony | Okr.     | Czas / Strata | Komentarz        |

### Najszybsze okrążenie
Źródło: statsf1.com
| Nr | Kierowca           | Konstruktor | Czas   | Okr. |
| -- | ------------------ | ----------- | ------ | ---- |
| 2  | Juan Manuel Fangio | Mercedes    | 1:48,3 | 45   |

### Prowadzenie w wyścigu
Źródło: statsf1.com
| Nr                              | Kierowca              | Konstruktor | Okrążenia         | Suma |
| ------------------------------- | --------------------- | ----------- | ----------------- | ---- |
| 2                               | Juan Manuel Fangio    | Mercedes    | 1-2, 26-34, 43-96 | 65   |
| 32                              | Alberto Ascari        | Lancia      | 3-4, 11-21        | 13   |
| 12                              | José Froilán González | Ferrari     | 5-10, 22-25       | 10   |
| 28                              | Harry Schell          | Maserati    | 35-38             | 4    |
| 18                              | Roberto Mieres        | Maserati    | 39-42             | 4    |
| \| Wykres \| \| ------ \| \| \| |                       |             |                   |      |
| Wykres                          |                       |             |                   |      |
|                                 |                       |             |                   |      |

## Klasyfikacja po wyścigu
Pierwsza piątka otrzymywała punkty według klucza 8-6-4-3-2, 1 punkt przyznawany był dla kierowcy, który wykonał najszybsze okrążenie w wyścigu. Klasyfikacja konstruktorów została wprowadzona w 1958 roku. Liczone było tylko 5 najlepszych wyścigów danego kierowcy.
Uwzględniono tylko kierowców, którzy zdobyli jakiekolwiek punkty
| P | +/− | Kierowca              | Starty | Punkty | P1 | P2 | P3 | PP | NO | NS |
| - | --- | --------------------- | ------ | ------ | -- | -- | -- | -- | -- | -- |
| 1 | N   | Juan Manuel Fangio    | 1      | 9      | 1  | –  | –  | –  | 1  | –  |
| 2 | N   | Giuseppe Farina       | 1      | 3,33   | –  | 1  | 1  | –  | –  | –  |
| 2 | N   | Maurice Trintignant   | 1      | 3,33   | –  | 1  | 1  | –  | –  | –  |
| 4 | N   | José Froilán González | 1      | 2      | –  | 1  | –  | 1  | –  | –  |
| 5 | N   | Roberto Mieres        | 1      | 2      | –  | –  | –  | –  | –  | –  |
| 6 | N   | Umberto Maglioli      | 1      | 1,33   | –  | –  | 1  | –  | –  | –  |
| 7 | N   | Hans Herrmann         | 1      | 1      | –  | –  | –  | –  | –  | –  |
| 7 | N   | Karl Kling            | 1      | 1      | –  | –  | –  | –  | –  | –  |
| 7 | N   | Stirling Moss         | 1      | 1      | –  | –  | –  | –  | –  | –  |
| P | +/− | Kierowca              | Starty | Punkty | P1 | P2 | P3 | PP | NO | NS |